# HD81515
HD81515 — хімічно пекулярна зоря спектрального класу A3, що має видиму зоряну величину в смузі V приблизно  7,7.
Вона  розташована на відстані близько 348,8 світлових років від Сонця.